# 山県元照
山県 元照（やまがた もとてる、旧字体：山縣 元照）は、戦国時代の武将。毛利氏家臣。

## 生涯
安芸国山県郡壬生に居住した山県筑前守の子として生まれる。
大永2年（1522年）に毛利元就が安芸国山県郡に侵攻し、山県少輔五郎や山県玄蕃允らが籠城する壬生城を攻撃した。この時、元就は敵方の一族を分断して降伏を早める策を取り、壬生城の城主一族であった元照に対して毛利氏の被官に取り立てた上で本領を安堵し、新領も加増することを約束して毛利方に味方するように説得した。説得を受け入れた元照が毛利軍に味方し、元就が壬生城に焼き討ちを仕掛けたことで、毛利軍は8月16日に大勝した。なお、この時の壬生城攻めで三戸元久が一番首の武功を挙げたため、8月18日に元就が感状を与えている。
元就が毛利軍の討ち取った山県軍の首級4つを陶興房のもとに送って戦勝を報告すると、大内義興は同年8月20日に元就に書状を送って壬生城攻めにおける功を称賛し、ますます同方面の経略に尽力するよう伝えている。
しかし、元照の離反の際に元就が約束した内容が反故にされるという雑説が流れたことで、元照は約束の履行を元就に訴えた。元就は同年9月8日に元照に宛てて書状を送り、「元照が所領について重ねて確認を行ったことについて非常に驚いたが、元照の訴えも尤もであるため神の名に懸けて約束は守る。不審なことがあればいつでも元就が直接対面して話を聞くので安心するように」と伝えている。
同年9月23日、毛利氏当主の毛利幸松丸は壬生城攻めにおける元照の功を賞して約束通り被官契約を結び、従来の所領の安堵に加えて、漆原名を与えて諸役を免じている。これ以降、毛利氏は壬生の地を領有することとなった。
大永3年（1523年）7月15日に毛利幸松丸が死去し、同年8月10日に毛利元就が毛利氏の家督を相続すると、元照は元就に仕えた。
没年は不明であるが、享禄4年（1531年）3月13日に元照の嫡男である山県就照が所領を相続し、それ以後に元照の活動が見られないことから、この頃に隠居または死去している。

## 逸話
- 同時期に元照と同じく「山県筑前守」を名乗った山県筑前守家高という人物が存在しており、大永6年（1526年）12月13日に安芸国佐西郡宮守の内の「しいろ」という地を廿日市の洞雲寺に寄進している[12][13]。山県家高の寄進地が山県郡とは離れていることから、同じ官途名を名乗った別人と思われる。